# Vita Nova (Verlag)
Vita Nova (lateinisch: Neues Leben) war ein Schweizer Verlag in Luzern, der im Januar 1934 von Rudolf Rößler zusammen mit dem katholischen Buchhändler Josef Stocker und der Finanziererin Henriette Racine gegründet wurde. Der Verlagsleiter war Journalist und Theaterkritiker Rößler. 

## Anfänge
Stocker war von dem Jesuitentheologen Otto Karrer ermutigt worden, den Verlag mitzugründen.

## Veröffentlichungen
Als Verlag spezialisierte sich Vita Nova auf die Kritik autoritärer Regierungen in Deutschland und Spanien; die Autoren waren vor allem im Exil lebende deutsche Schriftsteller. Der Verlag veröffentlichte etwa fünfzig Broschüren und Bücher, die sich sowohl gegen den Nationalsozialismus als auch gegen den Stalinismus wandten und ihre Argumente häufig auf christliche Werte stützten. Im Jahr 1935 veröffentlichte der Verlag Die Gefährdung des Christentums durch Rassenwahn und Judenverfolgung, in der anerkannte katholische und protestantische Persönlichkeiten zu den Zusammenhängen zwischen nationalsozialistischer Rassenlehre und Antisemitismus Stellung nahmen. Zu den Autoren gehörten der anglikanische Geistliche William Ralph Inge (London), der tschechische Philosoph Emanuel Rádl (Prag), Johann Alois Scheiwiler (Bischof von St. Gallen) und die norwegische Schriftstellerin Sigrid Undset. Nicolas Berdyaev veröffentlichte 1936 bei Vita Nova eine deutsche Übersetzung von Der Wert des Christentums und die Unwürdigkeit der Christen. Der kleine Verlag veröffentlichte auch Bücher, die sich kritisch mit dem franquistischen Spanien auseinandersetzten.